# 6637 Inoue
6637 Inoue (1988 XZ) là một tiểu hành tinh vành đai chính được phát hiện ngày 3 tháng 12 năm 1988 bởi Endate, K., Watanabe, K. ở Kitami.